# مصفوفة التأثير المتبادل الساكن
مصفوفة التأثير المتبادل الساكن static relative gain array هي دراسة أو طريقة في علم الضبط يتِم من خلالها محاولة التعرف في الأنظمة ذات المداخل والمخارج المتعددة (أي الأنظمة من نوع ميمو) عن مدى تأثير مدخل معين على مخرج آخر معين. أي إذا كان لدينا نظام له المداخل أ و ب وت وعدة مخارج ث و ج و خ فإنه للتحكم في المخارج يجب علينا أن نعرف مدى تأثير:
- أ على ث وج وخ
- ب على ث وج وخ
- ت على ث وج وخ

فإذا كان أ مثلا أكثر تأثيرا على ث من ب أو ت فإنه من الأفضل استعمال المدخل أ للتحكم في ث وليس المدخل ب أو ت. هذه المعلومة يتم تلخيصها في المصفوفة التي نطلق عليها الاسم المذكور أعلاه. عناصر هذه المصفوفة هي أعداد صحيحة حيث يدل عدد صحيح أكبر من واحد على تأثر قوي أما إذا كان العدد قريب من صفر فإن ذلك يعني لا تأثير تقريبا أما إذا كان العدد سالبا فإن ذلك يعني أن هناك تداخل أي أن مثلا أ يأثر على ث وج بقوة في نفس الوقت.